# Marine marchande
La marine marchande ou marine de commerce rassemble tous les moyens de transport maritime de marchandises. On y inclut parfois le transport commercial de personnes.
Au début du XXIe siècle, le commerce mondial de marchandises s'effectue à près de 95 % par la voie maritime et il se développe rapidement : il existait environ 50 000 navires de commerce en service dans le monde en 2009, près de 80 000 en 2019 et 99 800 au 1er janvier 2021. Ces navires, en 2020, ont transporté près de 11 milliards de tonnes par an de fret. Au 1er janvier 2010, le tonnage global est de 1 276 millions de tonnes de port en lourd,.
Plus de détails sur l'histoire de la marine marchande : Histoire du commerce au long cours

## Histoire

### Dans l'Antiquité
Les civilisations chinoise, grecque et romaine ont développé une marine marchande (plus importante quantitativement que leur flotte de guerre), et les voyageurs devaient généralement négocier leur place à bord de bateaux de commerce. Les navires marchands étaient, semble-t-il, confrontés depuis longtemps à la piraterie, contre laquelle des navires militaires les défendaient plus ou moins bien.

### Au Moyen Âge
La marine marchande a été soutenue par la hardiesse et le courage des équipages, ainsi que par la concentration de capitaux. En effet, la mer n'apparaît qu'à ceux qui savent prendre des risques et préparer le financement. Même les mouvements de piraterie commencés au début du IXe siècle n'ont pas empêché l'essor économique de la Méditerranée.
Les moyens d'échanges au XIe siècle sont mal connus car la terminologie et la typologie des embarcations étaient encore incertaines.
Au début du XIe siècle, trois groupes d'armateurs (personnes qui assurent l'armement d'un bâtiment) et de marchands se partagent le commerce maritime : les musulmans, les juifs et les chrétiens. À cette époque, le transport méditerranéen était d'une assez grande simplicité et pas encore spécialisé : leurs marchandises consistaient en des matières premières, des produits de consommation courante, quelques objets de luxe et des esclaves.
Le XIIIe siècle connaît l'établissement d'un rythme régulier dans les transports maritimes entre Venise et le port d'Acre en Israël, conquis par les croisés lors de la troisième croisade.
Le trafic maritime de la Méditerranée gagne en complexité vers le XIVe siècle, notamment par des échanges directs entre l'Orient et l'Occident, et par la création de petites colonies marchandes dans toute la Méditerranée occidentale pour les échanges nord-sud.
En 1346, l'île de Chios (située dans la mer Égée) est conquise par Gênes et devient, par sa position stratégique, un centre économique en mer Égée du XIVe au XVe siècle.
Après la chute de l'Empire romain d'Orient en 1453, les difficultés à aller vers l'Orient par terre apparaissent et une voie maritime vers l'Extrême-Orient est recherchée.
Au milieu du XVe siècle, la Méditerranée est une aire de transit entre l'Asie, l'Afrique et l'Europe.
Vers l'an 1500, l'espace de la mer est partagé par deux entités : l'Occident chrétien et l'Empire ottoman.
Pendant tout le Moyen Âge, l'Italie est restée à la tête des puissances maritimes. Les principales raisons de son insubmersibilité sont la permanence de ses ressources et ses aptitudes à s'adapter aux changements.

### Vie à bord
(août 2022).
Si vous disposez d'ouvrages ou d'articles de référence ou si vous connaissez des sites web de qualité traitant du thème abordé ici, merci de compléter l'article en donnant les références utiles à sa vérifiabilité et en les liant à la section « Notes et références ».
La vie des marins à bord était cadencée par les nombreux travaux d'entretien à effectuer à bord. Cependant, les marins avaient du cœur à l'ouvrage et travaillaient en chantant. De plus, chants, histoires et jeux animaient la vie de ces matelots. Après souvent de longs mois passés à la mer, le marin retrouvait sa famille, sa paie en main.

### Les ports au Moyen Âge
L'installation des ports médiévaux comportait les infrastructures nécessaires au chargement et déchargement des bateaux : hangars, grues et allèges (embarcations servant au chargement et au déchargement des navires). Les ports les mieux aménagés en Europe étaient Bruges (au nord) et Venise (au sud).
La plupart des ports de l'Antiquité (Naples, Alexandrie, Tripoli, Carthagène…) sont maintenus durant le Moyen Âge, que ce soit en Orient ou en Occident. On assiste également à la création de nombreux ports, dont celui de Bougie en Afrique du Nord. Mais, la grande transformation qui s'opère dans les zones portuaires méditerranéennes apparaît à la fois dans le rayonnement de Gênes, qui, à l'époque romaine, a connu qu'une existence discrète, et surtout à Venise, qui n'existait pas avant le VIIe siècle.
Ces deux villes portuaires et commerciales verront ainsi grandir tout un ensemble d'embarcations adaptées aux transports maritimes. Cela explique le fait que Venise et Gênes deviendront rivales sur les plans politique et économique.
On remarque que le commerce maritime s'est accru parallèlement au développement des ports capables d'accueillir les navires.
Difficultés.
Au Moyen Âge, le transport maritime était le moyen par excellence du commerce international. Cependant, ces expéditions comportaient des difficultés majeures : - les risques de naufrage et de piraterie ; - la faible capacité de transport (tonnage) des navires.
Toutefois, l'utilisation de la boussole et les progrès de la cartographie et de la carte marine ont contribué à une amélioration de la navigation, surtout quant à la rapidité.
Venise, nation maritime.
Au XIIIe siècle, lors de la quatrième croisade, l'influence du doge de Venise Enrico Dandolo (1107-1205) et sa politique d'alliances font de la république de Venise une grande puissance européenne et maritime. Les principaux rivaux de Venise sont : - l'Empire ottoman, à l'est ; - l'Angleterre, la France (et les ports flamands du comté de Flandre : Bruges, Anvers), l'Espagne et le Saint-Empire romain, à l'ouest.
À la fin du XVe siècle, Venise contribue à la découverte du Nouveau Monde : en effet, certains explorateurs célèbres sont vénitiens (Jean Cabot, Sébastien Cabot). Les Vénitiens donnent les comptes les plus détaillés des côtes découvertes. Venise perd sa primauté en tant que puissance maritime face à l'Empire espagnol au début du XVIe siècle.

### XVe–XVIesiècles
En moins d'un siècle, le globe entier est parcouru à travers de nouvelles routes maritimes. Espagnols, Portugais et Italiens sont les premiers à affréter des navires pour tenter de nouvelles routes commerciales vers l'Inde et la Chine. Français et Hollandais les rejoignent bientôt pour éviter la constitution de monopoles dans le commerce maritime. Parmi les Portugais, on retient Henri le Navigateur, Bartolomeu Dias, Vasco de Gama et Magellan. Ce dernier est tué en 1521 par la tribu du roi Lapu-Lapu, de l'île de Mactan (Philippines), refusant de faire allégeance au roi d'Espagne Charles Quint et célébré comme héros de la résistance à la colonisation espagnole des Philippines.

### XVIIesiècle
En 1602, les Provinces-Unies créent la Compagnie des Indes orientales (VOC) chargée du commerce avec les Indes orientales (l'Asie et l'océan Indien).

### XIXesiècle
Robert Surcouf (1773-1827), corsaire, armateur et négrier français, fait la guerre de course (en anglais : commerce raiding ; en allemand : Handelskrieg) en attaquant les marines marchandes et militaires britanniques, non seulement sur les mers de l'Europe, mais aussi sur celles des Indes. Récompensé par Napoléon, il reçoit la Légion d'honneur, et devient l'un des plus riches armateurs de Saint-Malo et un grand propriétaire terrien.
En 1838, la Cunard Line est une compagnie maritime américano-britannique créée par le Canadien Samuel Cunard. C'est aujourd'hui la plus vieille compagnie de croisière et de transatlantique en activité. Elle fut pendant longtemps la concurrente de la White Star Line.
En 1855, la Compagnie générale transatlantique (CGT, ou Transat, ou French Line pour la clientèle anglophone) est une compagnie maritime française fondée par les frères Émile et Isaac Péreire sous le nom de Compagnie générale maritime, chargée par l'État d'assurer le transport du courrier vers l'Amérique du Nord. Leur entreprise est liée à la prospérité du Second Empire. Enfin, dès les années 1900, elle développe un service de cargos qui finit par occuper une part prépondérante de ses activités.
En 1858, est lancé le SS Great Eastern, un paquebot transatlantique britannique conçu par Isambard Kingdom Brunel. Il est le premier paquebot géant et à ce moment le plus grand navire jamais construit, avec une capacité d'embarquement de 4 000 passagers, sans réapprovisionnement en charbon entre la Grande-Bretagne et la côte est des États-Unis. Il détint longtemps le record du navire le plus long (jusqu'en 1899) et le plus gros du monde (jusqu'en 1901). Après des débuts difficiles comme paquebot, il est reconverti et pose le premier câble télégraphique transatlantique sous-marin puis sert d'attraction publicitaire et touristique jusqu'à sa démolition en 1889 .

### XXesiècle
La radio : En 1899, le lieutenant de vaisseau Camille Tissot équipe la Marine nationale de la télégraphie sans fil. Puis la station Ouessant TSF effectue des transmissions sans fil avec la Marine nationale de Brest. La première application spectaculaire de la TSF est la sécurité maritime. Dès le début du XXe siècle, les paquebots s'équipent de la radiotélégraphie. Dès 1904 : la station Ouessant TSF effectue des liaisons radiotélégraphiques avec une flotte de 80 paquebots. Deux naufrages célèbres ont montré l'efficacité de la radio: En 1909, lors de la collision du paquebot Republic et du SS Florida, 920 passagers sont sauvés grâce à l'appel en TSF. En 1912, le Titanic utilise pour la première fois le code SOS, 700 passagers sont sauvés par le Carpathia.
19 avril 1906 : Le navire-école Comte de Smet de Naeyer, commandant Gustave Fourcault, qui devait former de nouveaux officiers pour développer la marine marchande belge, avec à bord 59 hommes dont 30 cadets, fait naufrage au large du Golfe de Gascogne, entraînant la mort de 33 hommes, dont 18 cadets. La tragédie provoque de vifs débats à la Chambre des Représentants, notamment du député César Van Damme (1854-1916), expert en construction navale. En 1968, un navire est construit par le chantier naval de Rupelmonde, pour le gouvernement belge; devenu bateau-école, il est rebaptisé Commandant Fourcault en 1987, en hommage au courageux commandant resté sur son navire en train de sombrer, suivant la tradition "le capitaine sombre avec son navire", pour ne pas surcharger la chaloupe déjà pleine de marins.
Le 15 avril 1912 à 2 h 20 au large de Terre-Neuve, le RMS Titanic, paquebot transatlantique britannique fait naufrage à la suite d'une collision avec un iceberg, lors de son voyage inaugural. Entre 1 490 et 1 520 personnes trouvent la mort, ce qui fait de cet événement l'une des plus grandes catastrophes maritimes survenues en temps de paix et la plus grande pour l'époque.
En 1914, s'ouvre à la navigation le canal de Panama, creusé dans la roche par 30 000 ouvriers dirigés par l'ingénieur en chef George Washington Goethals. Ce canal maritime de 80 km de long, qui traverse l'isthme de Panama en Amérique centrale, relie l’océan Pacifique et l’océan Atlantique. Un navire allant de New York à San Francisco par le canal parcourt 9 500 kilomètres, au lieu des 22 500 kilomètres du voyage par le cap Horn.

### Première guerre mondiale
Le RMS (Royal Mail Ship) Lusitania est un paquebot transatlantique britannique armé par la compagnie Cunard, navire-jumeau (sistership) du paquebot Mauretania. Son torpillage par le sous-marin allemand U-20, pendant la Première Guerre mondiale, le 7 mai 1915, au large de l'Irlande, occasionne près de 1 200 morts sur 2 000 passagers et membres d’équipage, car le navire transporte (secrètement) un chargement de munitions. Ce torpillage, qui cause la mort de 128 personnes de nationalité américaine, favorise l'hostilité de plus en plus forte des États-Unis envers l'Allemagne, jusqu'à leur implication dans la guerre à partir du 6 avril 1917.
Lothar von Arnauld de La Perière, commandant de sous-marins durant la Première Guerre mondiale, ayant à son actif 194 navires coulés représentant 453 716 tonneaux, il est le commandant de sous-marins ayant atteint le plus de cibles de tous les temps. La grande majorité des cibles (189) étaient des navires marchands. Il remporta la plupart de ses victoires en surface, en Méditerranée. Il obtiendra les plus hautes récompenses allemandes (Pour le Mérite) pour ses états de service,,.
En 1919, le Conseil du Commerce du Royaume-Uni crée la médaille Mercantile Marine War Medal pour récompenser les marins de la marine marchande de leur service en mer pendant la Première Guerre mondiale.

### Seconde guerre mondiale
A la bataille de Dunkerque, l'évacuation de Dunkerque s'est opérée à l'aide de navires de la Royal Navy et de 900 bateaux de la marine marchande ou de plaisance réquisitionnés pour traverser la Manche, tandis que la RAF lutte dans le ciel pour couvrir l'opération .
En 1940, une partie de la flotte marchande française est réfugiée en Angleterre, une partie est saisie par les Britanniques, mais la majorité, dans les ports d'Afrique du nord, restera sous le contrôle du régime de Vichy. En France comme en Afrique, après l'armistice du 22 juin 1940, le trafic reprend. Mais en Angleterre, plus d'une centaine de navires français réfugiés dans ses ports vont se rallier aux forces de la France libre, dont la flotte marchande grossit de mois en mois.
C'est dans le domaine de la marine marchande que la France Libre a apporté à l’Angleterre l’aide la plus massive. Aux quatre navires de commerce qui rallient spontanément Gibraltar, s’ajouteront dans les mois suivants 162 navires totalisant près de 700 000 tonneaux, soit le quart de la flotte de commerce d’avant-guerre.
Pendant la Seconde Guerre mondiale, lors de la bataille de l'Atlantique, on forme des convois. Chaque convoi se composait de trente à soixante-dix navires marchands non armés, transportant tous les équipements indispensables aux combats : véhicules, armes & munitions, bombes, carburants, nourriture, avions, médicaments, et personnel militaire. On appelle escorteur un navire de guerre ayant pour mission de protéger les convois et les escadres des attaques des sous-marins. Ce rôle était généralement tenu par des destroyers d'escorte.
En septembre et novembre 1942, à l'île Bell au large de Terre-Neuve (Canada), quatre navires marchands sont attaqués par des sous-marins allemands, provoquant le naufrage des quatre navires, la perte de 70 hommes et la destruction du quai.
Pendant la Seconde Guerre mondiale, les navires de la Royal Navy étant souvent loin des bases disponibles, le ravitaillement est assuré par la Royal Fleet Auxiliary (RFA), la flotte auxiliaire composée d'équipages civils de la marine marchande, mais au service du ministère britannique de la Défense et de la Royal Navy. La Royal Fleet Auxiliary fournit un soutien logistique et opérationnel vital à la Royal Navy, aux Royal Marines (infanterie de marine) et à la British Army : approvisionnement en carburant et provisions, ravitaillement en mer (dans l'OTAN : replenishment at sea), transport de troupes, fourniture de secours médicaux, transport des équipements et des produits essentiels dans le monde entier. Elle est devenue un acteur majeur,. Le commodore en chef honoraire est Edward, comte de Wessex, qui a visité le navire ravitailleur Tidesurge (A138) en juillet 2021.
La Merchant Marine Atlantic War Zone Medal est une décoration civile de la marine marchande des États-Unis, décernée aux officiers et hommes d'équipage des navires exploités par la War Shipping Administration dans la zone de guerre de l'Atlantique. Elle a été créée par une loi du Congrès américain le 10 mai 1944.
La marine marchande des États-Unis a perdu 9 300 hommes, un taux de pertes plus élevé qu'aucune force armée, principalement en 1942, quand la plupart des navires marchands naviguaient dans les eaux des USA avec une protection réduite, voire nulle, de l'US Navy.

## Organisation de nos jours

### À terre
- Affréteurs,
- Agent maritime,
- Armateurs,
- Assurance et réassurance maritime — par exemple Lloyd's of London,
- Containerisation,
- Dockers,
- Entrepôts,
- Lamanage,
- Manutention portuaire,
- Pilotage maritime,
- Remorqueur,
- Société de classification.

### L'équipage - Formation
Les navires modernes devenant de plus en plus spécialisés et sophistiqués, les membres d'équipage doivent en supplément de leur formation initiale acquérir des connaissances spécialisées, comme le positionnement dynamique, la conduite de navires à grande vitesse, ou encore l'appontement d'hélicoptères[réf. souhaitée].
En 2023, les 300 000 marins des Philippines constituent un quart des équipages de la marine marchande mondiale à tous les niveaux de qualification, y compris les officiers (officier chargé du quart, pont ou machine, chef mécanicien et capitaine) et sont la première nationalité dans la marine marchande. Les écoles de navigation y sont réputées: Maritime Academy of Asia and the Pacific à Mariveles (Bataan), Palompon Institute of Technology à Palompon, (Leyte), Technological Institute of the Philippines à Manille, Lyceum of the Philippines University – Batangas, Philippine Merchant Marine Academy à San Narciso, Zambales, etc. L'Union Européenne reconnaît les certificats de formation des Philippins,. Peu après, et pour la première fois, le Canada et les Philippines actent la reconnaissance, par les autorités canadiennes, des qualifications des travailleurs maritimes philippins,, dont manque le Canada.
En France, l'École nationale supérieure maritime (ENSM) a pour mission de former les officiers de la marine marchande et des ingénieurs œuvrant dans le domaine maritime et para-maritime(Vidéo). Les titres de formation professionnelle maritime et les conditions d'exercice de fonctions à bord des navires sont régies par le décret français no 99-439 du 25 mai 1999. L'École accueille en moyenne environ 200 élèves à Saint-Malo, 350 à Marseille et au Havre, un peu moins à Nantes. Au 1er juillet 2023, la flotte de commerce sous pavillon français compte 431 navires: une flotte de transport de 197 navires et une flotte de services maritimes de 234 navires.
En Belgique, l'Académie maritime d'Anvers (Antwerp Maritime Academy (AMA), avant 2022 : École supérieure de navigation d'Anvers), est une école qui forme essentiellement aux métiers d'officier de la marine marchande. L’établissement, qui dispense ses enseignements en néerlandais, français et anglais, est implanté depuis 1932 dans la zone portuaire au nord de la ville d’Anvers, sur la rive droite de l'Escaut, et accueille des étudiants de 17 nationalités différentes. En 2023, 11 étudiants forment l'équipage du Tall ship Saeftinghe pour se rendre aux Îles Féroé. À Anvers, les Tall Ships Races maintiennent l'art de la navigation. Le navire-école Dar Młodzieży de la marine polonaise (qui l'utilise pour former des cadets), est un trois-mâts ultra-moderne. Depuis quelques années, ce voilier est utilisé pour le stage de navigation des élèves à l'Ouest de l'Europe. Les étudiants français se tournent en nombre vers l’Académie maritime d’Anvers: Environ 35 % de l’ensemble des étudiants sont des Français.
Au Canada, le Collège de la Garde côtière canadienne(Canadian Coast Guard College) sur la pittoresque île du Cap-Breton, en Nouvelle-Écosse, forme les officiers de la Garde côtière canadienne mais aussi ceux de la marine marchande du Canada. La Garde côtière est aussi chargée avec son brise-glace NGCC Louis S. St-Laurent d'aider les navires menacés par la glace.
La Suisse, pays sans littoral, a néanmoins une marine marchande suisse. Elle compte de moins en moins de cargos : 14 en 2023 contre 50 en 2017. Pour devenir officier, un Suisse doit se former à l'étranger. L'Office suisse de la navigation maritime (OSNM) du Département fédéral des affaires étrangères supervise la flotte de commerce helvétique. Les navires relèvent de la propriété privée. La Confédération peut toutefois les mettre au service de l'approvisionnement économique du pays en temps de crise et de guerre.

#### Le capitaine
Le capitaine est le chef de l'expédition maritime. Il représente l'armateur et est responsable du navire, de sa cargaison et/ou de ses passagers. Il s'occupe des tâches administratives, du contrôle et de la mise à jour des documents officiels et du livre de bord. Il est en relation avec l'armateur, l'affréteur, l'agent maritime, les autorités portuaires. Sur les grands navires, il délègue ses responsabilités de quart aux lieutenants. Il doit être présent en passerelle pour les entrées et sorties de port, ainsi que dans les passages difficiles. Il doit laisser aux officiers de quart des ordres permanents et des consignes claires.
Le capitaine a une autorité dans le cadre de la loi ; il doit suivre et faire appliquer un ensemble de règlements. Tout d'abord s'exerce à bord du navire la législation du pays dans lequel le navire est immatriculé, et dont il porte le pavillon. S'applique ensuite dans le port où le navire escale la législation dudit port. Enfin, s'appliquent également tous les règlements internationaux mis en place par l'Organisation maritime internationale (OMI), tels que le Code international de gestion de sécurité. Le capitaine prend l'ultime décision d'abandonner le navire en cas de danger et la tradition veut qu'il soit le dernier à le quitter en cas de naufrage.
Formation : Historiquement, dans les pays dits riches, les officiers bénéficient peu à peu d'une formation poussée qui dépasse la seule vie à bord ; pour le compte des sociétés de commerce, ils doivent pouvoir négocier les prix, surveiller, voire influencer des cours, distribuer des lettres de change, convertir des espèces, faire du troc et découvrir des frets nouveaux, épaulés par un second, un représentant du chargeur ou un subrécargue.
Aujourd'hui, le capitaine doit être titulaire d'un brevet de capitaine, adéquat au tonnage du navire qu'il commande, les moyens de communications performants lui permettent de régler les éventuels problèmes commerciaux avec l'aide de sa compagnie à terre.

##### France - Navires sous pavillon français

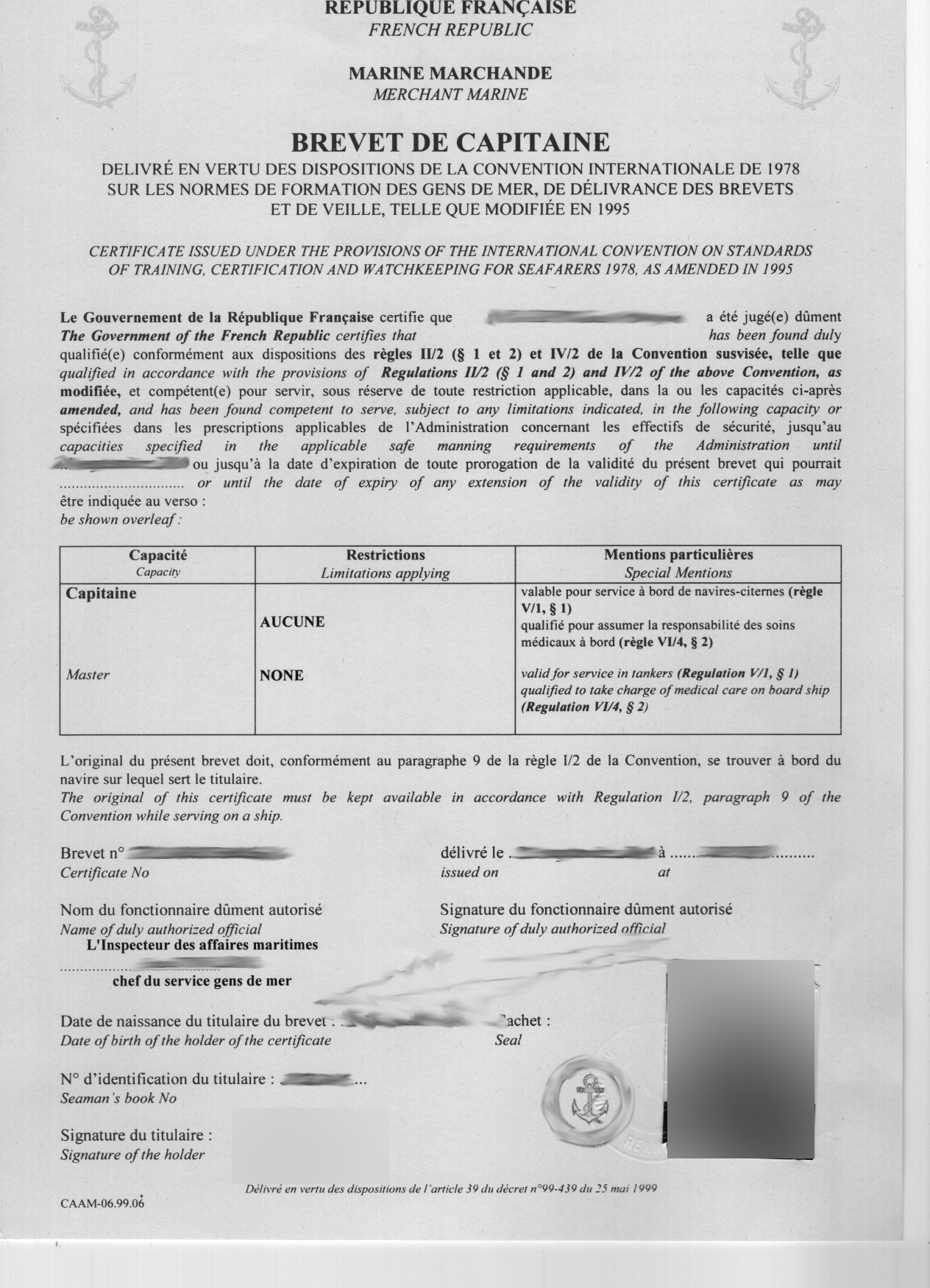
Brevet de capitaine (France).

La convention internationale STCW 95, qui régit les normes de formation des membres d'équipage, est intégrée dans la loi française. L'administration des Affaires maritimes délivre différents brevets de capitaine conformes à cette convention, chacun donnant des prérogatives limitées ou non en relation avec le tonnage du navire concerné.
- Capitaine tous navires ;
- Capitaine 3000 (sous-entendu UMS) ;
- Capitaine 500 ;
- Capitaine 200.

Les brevets français sont dénommés :
- Capitaine au long cours ;
- Capitaine de première classe de la navigation maritime ;
- Capitaine marine marchande ;
- Capitaine de deuxième classe de la navigation maritime ;
- Capitaine côtier ;
- Patron au bornage ;
- Capacitaire.

Sous pavillon français, le capitaine observe le code des transports, anciennement Code disciplinaire et pénal de la marine marchande. Est puni de deux ans d'emprisonnement le fait, pour tout capitaine, avant d'abandonner son navire, de négliger d'organiser le sauvetage de l'équipage et des passagers et de sauver les papiers de bord, les dépêches postales et les marchandises les plus précieuses de la cargaison. La même peine est applicable au capitaine qui, forcé d'abandonner son navire, ne reste pas à bord le dernier.
Si, par le passé, le capitaine d'un navire sous pavillon français et son suppléant devaient être de nationalité française, cette obligation n'a plus cours depuis 2008. Bien qu'ayant, à la mer, des pouvoirs d'officier de police judiciaire, officier d'état civil et officier ministériel, le code du travail maritime dispose que « À bord des navires battant pavillon français, le capitaine et l'officier chargé de sa suppléance sont ressortissants d'un État membre de la Communauté européenne, d'un État partie à l'accord sur l'Espace économique européen ou de la Confédération suisse. L'accès à ces fonctions est subordonné à la possession de qualifications professionnelles et à la vérification d'un niveau de connaissance de la langue française et des matières juridiques permettant la tenue des documents du bord et l'exercice des prérogatives de puissance publique dont le capitaine est investi. Un décret en Conseil d'État, pris après avis des organisations représentatives d'armateurs, de gens de mer et de pêcheurs intéressées, précise les conditions d'application de cette dernière disposition »,.
L'appellation du capitaine est commandant sur les navires français.

#### Les officiers
- Pont
  - le second capitaine, aussi connu comme premier officier du pont[61], est désigné comme capitaine en cas d'indisponibilité de ce dernier. Il est responsable principalement du chargement et de la sécurité, il peut aussi être l'officier de sûreté demandé par le Code international pour la sûreté des navires et des installations portuaires. Il est appelé familièrement par l'équipage le chien du bord de par ses fonctions de vigilance. C'est le chef de service du pont.
  - le subrécargue est uniquement responsable de la cargaison à bord, c'est un poste de plus en plus rare.
  - le commissaire est l'officier chargé de tout le personnel affecté au service des passagers. On le rencontre sur les paquebots et les ferries
  - les lieutenants assurent la veille permanente à la passerelle et la conduite de la navigation en quarts à la mer. Ils participent aux opérations commerciales sur consignes du second capitaine lorsque le navire est à quai.
- Machine
  - le chef mécanicien est le chef de service de la machine. Il est responsable des machines, de leur bon fonctionnement et de leur maintenance.
  - le second mécanicien est le remplaçant du chef mécanicien en cas d'indisponibilité de ce dernier, il est généralement chargé de l'appareil de propulsion.
  - les officiers mécaniciens (troisième, quatrième, etc.) gèrent la maintenance et les réparations.

#### Le port de galons dans la marine marchande
Le port d'uniforme et de galons est principalement demandé par les compagnies de navires à passagers.
|                                                         | France | Belgique |                                     | France | Belgique |
| Le capitaine                                            |        |          |                                     |        |          |
| ------------------------------------------------------- | ------ | -------- | ----------------------------------- | ------ | -------- |
| Département pont                                        |        |          | Département machine                 |        |          |
| Le second capitaine ou en Belgique: le premier officier |        |          | Le chef mécanicien                  |        |          |
| Le lieutenant ou en Belgique le second officier         |        |          | Le second mécanicien                |        |          |
|                                                         |        |          | Le troisième mécanicien             |        |          |
| L'élève officier ou en Belgique l'aspirant              |        |          | L'élève officier machine            |        |          |
| En Belgique les 3 premières années on est cadet pont    |        |          | En Belgique Pour les élèves machine |        |          |

#### Les maîtres
- Pont
  - Le maître d'équipage, également appelé bosco.
- Machine
  - Le Maître machine
  - Le Maître électricien

#### Le personnel d'exécution
- Pont
  - Les matelots effectuent la veille à la passerelle, la maintenance du pont, les travaux de peinture et le nettoyage, participent aux manœuvres d'appareillage, accostage ou mouillage la manipulation des aussières et des ancres et selon le type de navire (Pétrolier - Vraquier - car-ferry - etc.) participent aux opérations commerciales.
- Machine
  - L'ouvrier mécanicien (également appelé graisseur)
  - Le nettoyeur

#### Plongeur de bord
Les plongeurs de bord sont des plongeurs embarqués qui réalisent des missions d'entretien courant, de sécurité ou de sûreté des œuvres vives des navires.

## Type de transport
- Passager (Paquebot, Ferry, Navire à grande vitesse, Navire de plaisance à utilisation commerciale)
- Cargo ou navire de charge
- Conteneur (Porte-conteneurs)
- Roulier (Roulier)
- Vrac (Vraquier)
- Frigorifique (Navire frigorifique)
- Liquides (Pétrolier, Chimiquier)
- Gaz (Méthanier)
- Dangereux
- Inflammable
- Nucléaire

## Réglementations
Les navires marchands, comme tous les navires, sont soumis à la réglementation internationale et à celle de leur pavillon.
La réglementation internationale est édictée par une émanation de l'ONU : l'Organisation maritime internationale (OMI). Cette réglementation est ensuite intégrée dans la législation des pays aux fins d'application du pavillon.
Au Canada, il s'agit de la loi de 2001 sur la marine marchande, aux États-Unis il s'agit du Code des États-Unis, title 14 et en France, il s'agit principalement de l'arrêté du 23 novembre 1987 relatif à la sécurité des navires et à la prévention de la pollution.
Les principales conventions internationales sont :
- la Solas 74 : Convention internationale pour la sauvegarde de la vie humaine en mer ;
- la Marpol 73/78 : Convention internationale pour la prévention de la pollution par les navires ;
- la LL 66 : Convention internationale de 1966 sur les lignes de charge ;
- la Colreg 72 : Convention sur le Règlement international pour prévenir les abordages en mer ;
- la Convention internationale sur la sécurité des conteneurs (International Convention for Safe Containers, CSC), adoptée le 2 décembre 1972 par l'Organisation Maritime Internationale[65] et l'Organisation des Nations unies[66]; entrée en vigueur le 6 septembre 1977[67];
- la STCW 95 : Convention internationale sur le normes de formation des gens de mer, de délivrance des brevets et de veille ;
- la SAR 79 : Convention internationale sur la recherche et le sauvetage maritimes.

D'autres réglementations plus spécifiques sont édictées sous forme de code et de manuels.
Convention internationale sur la sécurité des conteneurs (Convention CSC)

## Dangers
- Pollution, pollution marine,
- Danger de collisions (abordage),
- Piraterie, comme la piraterie moderne, la piraterie autour de la Corne de l'Afrique
- Incendies, tempête, cyclone tropical, combustion ou explosion d'un navire à proximité de site classé Seveso, pouvant déclencher une explosion en chaîne,
- Récifs, épaves, munitions immergées.

Voir aussi : sécurité en mer

### Pollution
En utilisant souvent du fioul lourd non désoufré et parce qu'elle augmente, la flotte marchande est une source croissante de pollution de l'air et d'émission de particules (noir de carbone) et de gaz acidifiants (SO2, NOx), source de nuages artificiels et de CO2 (gaz à effet de serre). La pollution particulaire induite par les moteurs diesel marins est en 2018, à elle seule, responsable d'environ 400 000 décès prématurés et de 14 millions de cas d'asthme infantile par an, selon un article publié par la revue Nature. Pour ces raisons, l'organisation maritime internationale (IMO) décide en 2016 d'imposer une teneur du fioul en soufre ne dépassant pas 0,5 % à partir du 1er janvier 2020, contre 3,5 % encore autorisés en 2019.

## Avantages et inconvénients
- Très grande capacité,
- Coût réduit,
- Lent,
- Fiabilité des délais inhérents à l'expédition maritime,
- Le moyen de transport le moins polluant par tonne de marchandise transportée, mais selon l’ONU[69], la flotte mondiale marchande a émis en 2007 1,12 milliard de t de CO2, soit 4,5 % des émissions globales (hors flottes militaires, de pêche et de plaisance), soit, à titre de comparaison en 2006 l'équivalent des émissions totales de deux pays comme la France[70]. Ceci fait de la marine marchande le 5e émetteur en quantité (bien que loin derrière l’aviation[71] autre source en forte augmentation). Cette estimation double ou triple les estimations précédentes.